# Franz Josef Sulzer
Franz Josef Sulzer (n. 20 mai 1727 în Laufenburg (Baden) – d. august 1791 în Pitești)  a fost un militar , publicist , scriitor , istoric și muzicolog   elvețian de limbă germană. În baza studiilor de drept a fost numit în 1759 ca auditor în regimentul de infanterie Lattermann  care a staționat o perioadă în Transilvania. În acest regiment a fost ofițer având gradul de căpitan până în 1773 când a demisionat. În această perioadă s-a căsătorit cu Johanna, fiica senatorului brașovean Joseph von Drauth având două fete și un băiat născut în 1767 .
În toamna anului 1774 a venit în Țara Românească la chemarea proaspăt instalatului domn Alexandru Ipsilanti care i-a promis că va preda niște cursuri de drept și filosofie la Școala Superioară ce urma să se deschidă la București și o să lucreze la alcătuirea unui cod de legi.
Pe la sfârșitul lunii februarie 1776 era deja în Moldova unde a fost trimis de către Alexandru Ipsilanti cu o misiune secretă  pe lângă domnul Grigore al III-lea Ghica  asupra căreia Sulzer păstrează o tăcere absolută . Datorită împotrivirii sale privind îndeplinirea acestei misiuni, Alexandru Ipsilanti nu i-a mai îndeplinit promisiunile făcute la chemarea lui în Țara Românească.
Principala sa lucrare, publicată în trei volume (primul geografic, celelalte două istorice), este „Geschichte des transalpinischen Daciens, das ist der Walachey, Moldau und Bessarabiens. Im Zusammenhange mit der Geschichte des übrigen Daciens als ein Versuch einer allgemeinen dacischen Geschichte mit kritischer Freyheit entworfen“ Istoria Daciei transalpine, adică a Valahiei, Moldovei și Basarabiei. În legătură cu istoria restului Daciei, ca încercare de a scrie o istorie generală, cu libertate critică, vol. I-III, Editura Gräffer, Viena, din care o parte s-a publicat în 1781, iar o parte a rămas inedită , ea fiind păstrată în secția de manuscrise a Bibliotecii Academiei Române . În lucrarea sa, Sulzer criticând orice era în țară dorea să lovească în Alexandru Ipsilanti care nu l-a angajat ca secretar și nici nu favorizase demersurile sale pentru a fi numit consul al Austriei la București . El e supărat pe Țara Românească, pe guvernul austriac, pe domnitorul Alexandru Ipsilanti de la București și pe români, în general .
Prin această lucrare, Sulzer este unul dintre principalii precursori ai lui Rösler cu privire la teoria formării poporului român la sud de Dunăre (Teoria lui Rösler).
Lucrarea conține de asemenea informații etnografice prețioase, precum și privitoare la folclor și muzica românească din cea de-a doua jumătate a secolului al XVIII-lea. Cele zece melodii populare românești culese de Sulzer se numără printre primele notații de acest fel consemnate de autori occidentali.
Cartea lui Sulzer care a cunoscut opera lui Dimitrie Cantemir a inspirat pe Raicevich .
În decembrie 1781 era deja la Brașov unde încearcă să ocupe funcția de jude. Neavând succes, revine în același an la cariera militară angajându-se în armata imperială din Transilvania ca asesor în regimentul de dragoni Savoia aflat în cantonament la Reghin . S-a întâlnit timp de 3 ani cu Petru Maior, după numirea acestuia ca protopop la Reghin în 1784, și cu Inocențiu Micu-Klein  discutând în contradictoriu diferite probleme de istorie și de limbă.
În 1782 tipărește la Viena sub formă epistolară, la sugestia pastorului brașovean Theodor Lange, adresantul scrisorilor, o călătorie literară numită  Altes und Neues, oder dessen literarische Reise durch Siebenbürgen, den Temesvarer Banat, Ungarn, Oesterreich, Bayern, Schwaben, Schweiz und Elsass u.s.w. in drei Sendschreiben an Herrn Prediger Theodor Lange in Kronstadt in Siebenbürgen. Un exemplar se păstrează la Biblioteca Arhivelor Statului din Brașov. 
În august 1791 moare de lingoare (febră tifoidă) la Pitești în timpul retragerii regimentului său din Țara Românească .